# شوک نیکسون

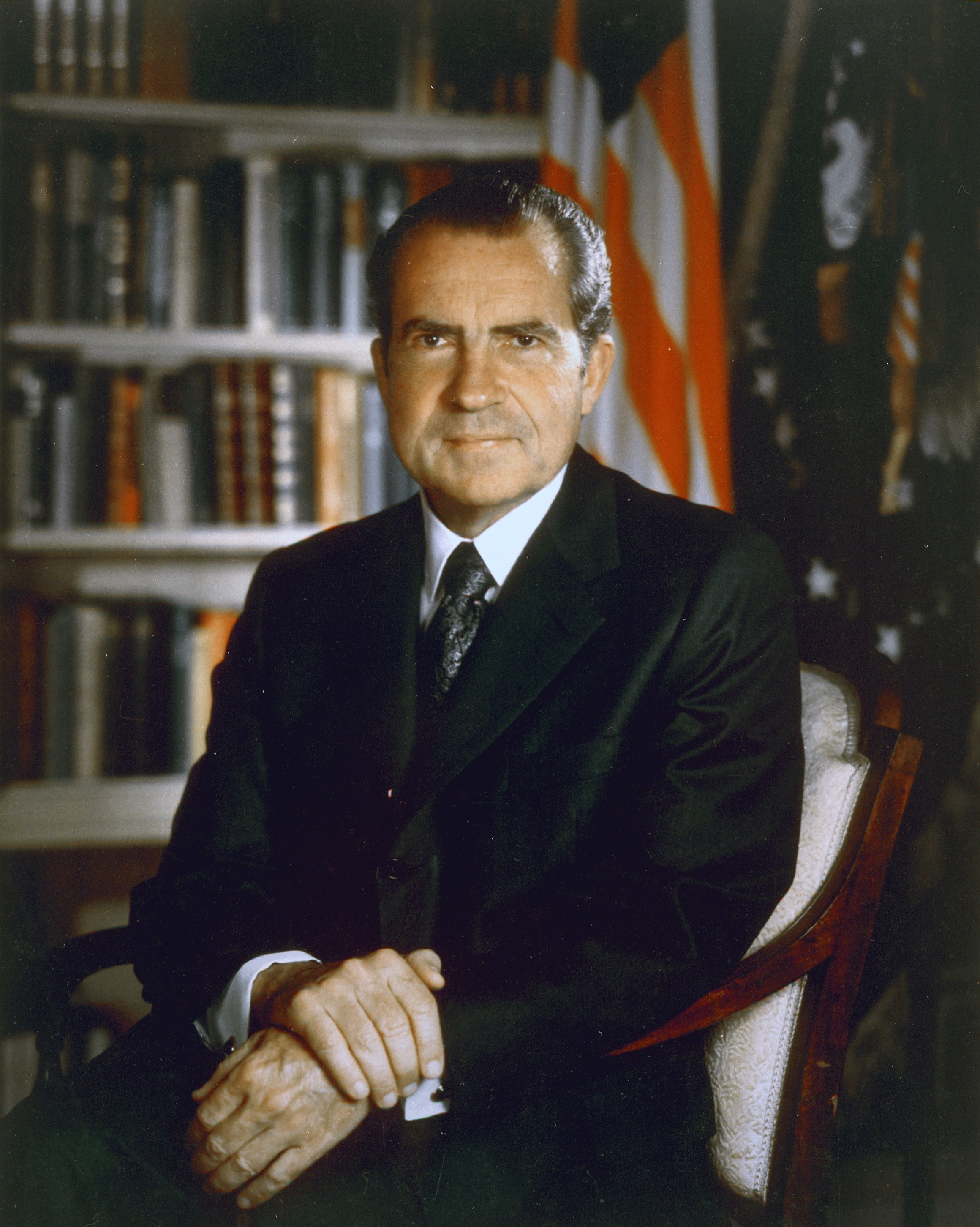
ریچارد نیکسون در سال ۱۹۷۱

شوک نیکسون به مجموعه اقدامات اقتصادی رئیس جمهوری وقت ایالات متحده آمریکا - ریچارد نیکسون - در سال ۱۹۷۱ گفته می‌شود که مهمترین آن لغو یک جانبه قابلیت تبدیل مستقیمِ دلار آمریکا به طلا بود.
با وجود اینکه اقدامات نیکسون به صورت رسمی منجر به براندازی نظام پولی بین‌المللی برتون وودز نشد، معلق شدن یکی از پایه‌های اساسی این نظام، عملاً منجر به ناکارآمد شدن آن گردید. درحالیکه نیکسون به صورت علنی اظهار کرد که قصدش بازگشت مجدد به نظام تبدیل مستقیم دلار به طلا بعد از انجام اصلاحاتی در نظام برتون وودز است، مشخص شد که هیچ‌یک از تلاش‌ها برای انجام اصلاحات یادشده، موفقیت‌آمیز نبوده است. در سال ۱۹۷۳ نظام برتون وودز عملاً با رژیمی بر اساس نرخ ارز شناور بدون پشتوانه که تا امروز نیز برقرار است جایگزین گردید.